# Legion (album)
Legion è il secondo album registrato in studio della band statunitense death metal Deicide. Venne pubblicato dalla Roadrunner Records nel 1992.

## Tracce
1. Satan Spawn, the Caco-Daemon – 4:26
2. Dead But Dreaming – 3:13
3. Repent to Die – 3:59
4. Trifixion – 2:57
5. Behead the Prophet (No Lord Shall Live) – 3:44
6. Holy Deception – 3:19
7. In Hell I Burn – 4:36
8. Revocate the Agitator – 2:47

## Formazione
- Glen Benton - voce, basso
- Brian Hoffman - chitarra
- Eric Hoffman - chitarra
- Steve Asheim - batteria